# Repelón
Repelón es un municipio del departamento del Atlántico, Colombia. Se encuentra al sudoeste del departamento marcando límites con el departamento de Bolívar. Fue fundado por Hilario Berrío el 25 de octubre de 1848. Su altitud es de 9 m s. n. m., temperatura promedio anual de 28 grados, tiene 350 km² y 86 km lo separan de Barranquilla, capital del departamento del Atlántico.

## División político-administrativa
Aparte, de su Cabecera municipal. Repelón tiene bajo su jurisdicción los centros poblados:
- Arroyo Negro
- Cien Pesos
- Las Tablas
- Pita
- Rotinet
- Villa Rosa

## Historia
Desde 1650, cuando se dio la primera inundación con la construcción del canal del Dique, Repelón y sus conglomerados humanos sufrieron periódicamente en las épocas de invierno las arremetidas tanto del río Grande de la Magdalena como de su derivación, las cuales dieron paso a la ciénaga que llamaron Limpia, obligando a sus habitantes a buscar terrenos más altos para reubicarse. 
De esta manera, los habitantes del poblado de negros libres llamado San Benito de las Palomas emigraron a los sitios donde hacían sus cultivos, cada familia que llegaba acondicionaba el lugar donde construiría su vivienda y llevarían a cabo sus cultivos, lo que llamaban un repelón, así cada uno fue haciendo su repelón, dando origen a este municipio.
El paso del tiempo ha impedido hacer una inspección visual sobre algunos vestigios que permanecieron a la vista, como los horcones de la estructura de la iglesia y los de algunas otras construcciones de San Benito de las Palomas ubicadas en pequeños altos, los cuales se divisaban desde la orilla de la entonces llamada ciénaga; en 1867 se perdió definitivamente toda posibilidad, al quedar la zona de ubicación, los vestigios y cualquier artefacto de San Benito de las Palomas bajo las aguas con la construcción y llenado del embalse del Guájaro.

## Geografía

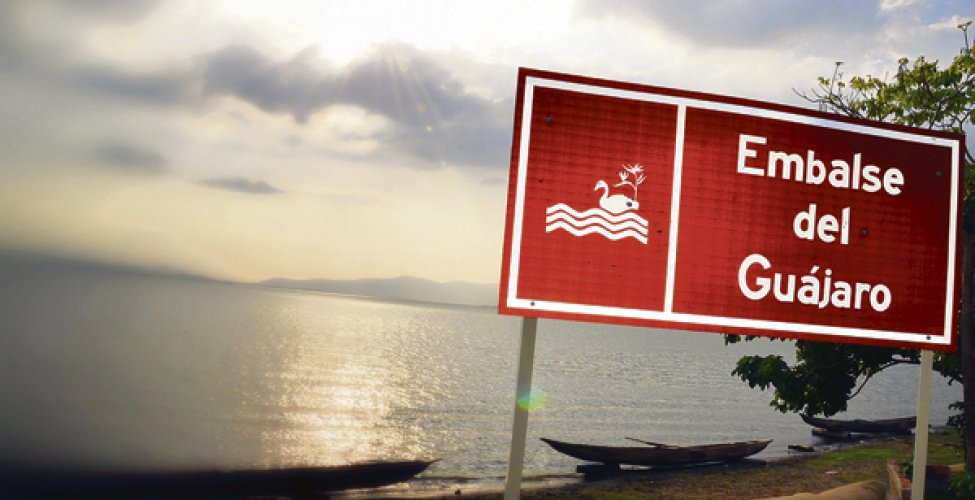
Embalse del Guájaro.

El municipio de Repelón está ubicado geográficamente al sudoeste del Atlántico, en la zona central de la región Caribe, norte de la República de Colombia, noroeste de Sudamérica, situado a 10º30' de latitud norte y 75º08' de longitud oeste.
En su territorio se encuentra el embalse del Guájaro.

### Límites
Norte: con el municipio de Luruaco.
Sur: con los municipios de Soplaviento y San Estanislao, departamento de Bolívar.
Oriente: con los municipios de Sabanalarga y Manatí.
Occidente: con los municipios de Villanueva y Clemencia, departamento de Bolívar.

### Vías de comunicación
Terrestres. 
Repelón se comunica por vía terrestre con Barranquilla, por medio de un ramal asfaltado de 19 km que comunica con la carretera la Cordialidad.
Por la vía a Villarrosa se comunica con el departamento de Bolívar y su capital, Cartagena.
La comunicación con los corregimientos y veredas son caminos de penetración que se encuentran en regular estado.
Fluviales.
A través de las aguas del embalse del Guájaro se comunica con los corregimientos de Rotinet, La Peña, Aguada de Pablo, Las Compuertas, entre otros.

## Economía
Su economía se basa principalmente en tres actividades:

### Agricultura
Se cultiva algodón, tomate, plátano, arroz, maíz, sorgo, yuca, millo, guayaba, papaya y mango, en la actualidad el cultivo de sorgo es el cultivo de preferencia de los repeloneros.

### Ganadería
La actividad ganadera está representada por ganado vacuno, equino, porcino, ovino, caprino y aves de corral. Además cuenta con zoocriaderos de babillas para la exportación de pieles. 

### Pesca artesanal
El sector pesquero es el tercer renglón de la economía del municipio y las principales especies que se capturan son: arenca, tilapia roja y plateada, bocachico, pacora o corvina, nicuro o barbul y otras especies.
Repelón con un sistema de riego de cultivos por gravedad y por aspersión que capta el agua del embalse del Guajaro; este Distrito de riego cubre unas 3.200 ha y beneficia a más de 379 usuarios. Consta de una dársena o canal de captación, una casa de bombas, dos canales, uno superior de unos 15 km de longitud y un canal inferior con una extensión de 12 km.

## Símbolos

### Escudo

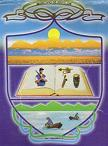
Escudo de Repelón

El escudo de Repelón está formado por tres franjas de arriba hacia abajo, así:
Primera: representa los verdes campos de nuestra fértil tierra y al fondo están representadas, la Serranía del Caballo y el claro sol que nos ilumina.
Segunda: franja de fondo blanco simboliza la Paz y la Ecuanimidad del repelonero, contiene un libro abierto que representa el estudio y la sabiduría de nuestros congéneres y en su página izquierda está representado el deporte insignia de nuestro pueblo que tanta gloria nos da y en la página derecha del libro abierto aparece un tambor con un solo parche de cuero que representa nuestra herencia musical negra africana y a su lado aparece un saxofón representando la herencia musical española, y más que todo esto, simboliza la musicalidad innata del repelonero representada en las múltiples Bandas de Músicos que nos han representado dignamente en los más lejanos confines regionales, nacionales e internacionales.
Tercera: franja de fondo azul en la parte superior de nuestro escudo, representa la inmensidad de nuestro cielo y el azul intenso simboliza la cultura anfibia que llevamos con orgullo los habitantes de este Municipio, representando allí a nuestro majestuoso Embalse del Guajaro y su fauna ictiológica, fuente de nuestra alimentación, capturada por orgullosos pescadores embarcados en sus canoas con las brillantes redes que saben lanzar a las aguas y traernos los ricos bocachicos y las sabrosas mojarras.
Dos cintas rodean nuestro escudo: la cinta de la parte superior lleva el nombre del Municipio de Repelón y la cinta de la parte inferior lleva el nombre de dos grandes valores morales que nos caracterizan siempre como lo es la Paz y el Desarrollo.

### Bandera
Está formada por tres franjas verticales en el siguiente orden:
Verde: la fe, la esperanza y la cadena de montañas que rodean nuestro municipio y la riqueza agrícola que ofrece al departamento y al país.
Blanco: simboliza la paz, la ecuanimidad y la sana transparencia con la que todo repelonero se identifica en la región.
Azul: simboliza la majestuosidad del embalse del Guájaro que baña el territorio y la inmensidad del cielo.

## Ecología

### Orografía
Repelón está rodeado por la serranía del Caballo ubicada al Occidente se encuentra la mayor altura del departamento del Atlántico con 523 m s. n. m. en cerro Alto; al oriente en la zona del embalse del Guájaro se encuentra una depresión geográfica con una profundidad de 3 por debajo del nivel del mar; en la plaza central la altura es de 9 m s. n. m.

### Hidrografía
Su principal fuente acuífera es el embalse del Guájaro que almacena unos 400 millones de m³ en 16.000 ha; está ubicado al Oriente del casco urbano siendo Repelón el que cuenta con mayor jurisdicción sobre dicho embalse.El resto del municipio se halla atravesado por un conjunto de arroyos que solo se animan en épocas de invierno y la mayoría de ellos desaguan en el embalse del Guájaro; ellos son: Henequén, Salado, Tronera, Chorro, Armadillo, Sábanas y Banco. 

### Clima
Cuenta con un clima tropical húmedo y seco presentando temperaturas de 28° a 30 °C. 

### Lluvias
Por estar ubicado en la zona tórrida, solo tiene dos periodos: uno de sequía y otro de lluvias que ocurren de abril a mayo y de septiembre a noviembre, siendo el resto de meses del año de sequía.

## Sitios de interés turístico
- Templo parroquial.
- Estadio municipal de béisbol.
- Serranía El Caballo. Desde una atalaya natural de roca se pueden apreciar el mar y la ciénaga del Guájaro.
- Plaza central.
- Embalse del Guájaro.
- restaurante La Carolina

## Servicios públicos
- Energía Eléctrica: Air-e, del grupo EPM, es la empresa prestadora del servicio de energía eléctrica.
- Gas Natural: Gases del Caribe es la empresa distribuidora y comercializadora de gas natural en el municipio.

## Galería

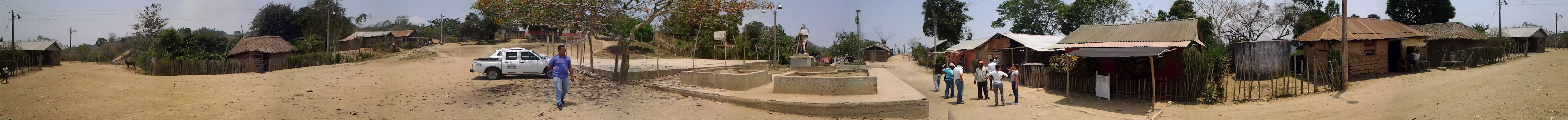
Panorámica de la plazoleta del corregimiento de Pita en el municipio de Repelón, con una estatua de San Roque
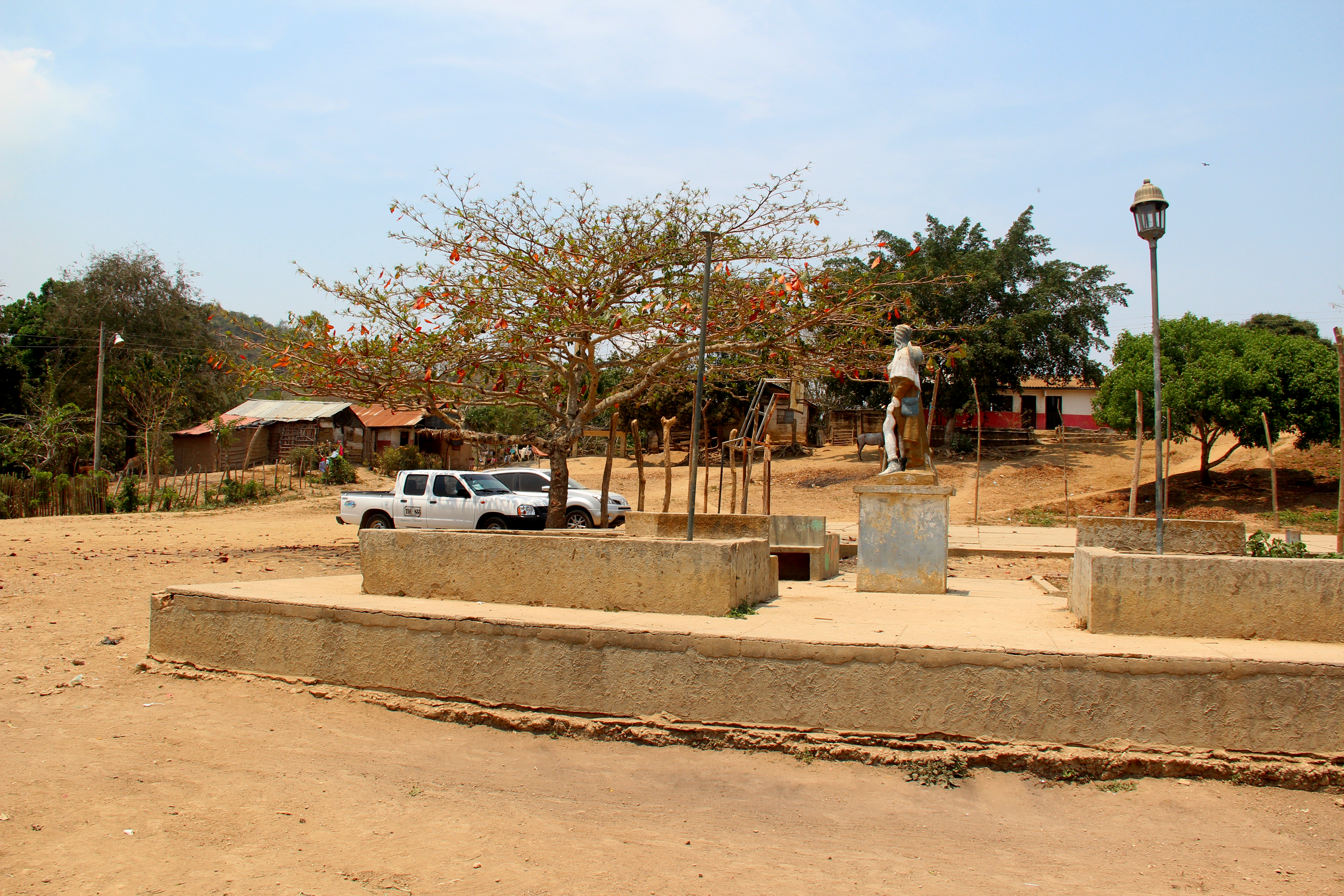
Plaza del corregimiento de Pita en Repelón con una estatua de San Roque.